# Михлин, Соломон Григорьевич
Соломон Григорьевич (Залман Гиршевич) Михлин (англ. S. G. Mikhlin, нем. S. G. Michlin; 23 апреля 1908, село Холмеч, Речицкий уезд, Минской губернии, Российская империя — 30 августа 1990, Ленинград, СССР) — советский математик, профессор Ленинградского университета, специалист по математической физике, теории упругости и вычислительным методам.

## Биография
Соломон Григорьевич Михлин был младшим (пятым) ребёнком в семье Михлиных. Отец (Гирш Михайлович) был меламедом (учителем) в начальной еврейской религиозной школе — хедерe. Мать — Лишанская Рахиль Исааковна — дочь холмечского раввина. Семья была очень небогатой.
1923 год — окончил среднюю школу.
1925 год — поступил в Ленинградский государственный педагогический институт им. А. И. Герцена.
1927 год — перевёлся на второй курс отделения математики физ.-мат. факультета Ленинградского университета, экстерном сдав экзамены за первый курс.
В университете С. Г. Михлин попал в окружение учёных знаменитой Петербургской математической школы, восходящей к Эйлеру. Сокурсниками были С. Л. Соболев, С. А. Христианович, В. Н. Замятина (В. Н. Фаддеева) и другие, впоследствии всемирно известные математики.
1929 год — выполнил дипломную работу под руководством В. И. Смирнова.
1930 год — начало преподавательской деятельности в высших учебных заведениях Ленинграда.
1935 год — доктор наук, 1937 год — профессор.
Среди учеников С. Г. Михлина — доктора физико-математических наук, профессора: А. И. Кошелев, И. Я. Бакельман, З. Пресдорф (немецкий академик), В. Г. Мазья, М. З. Соломяк, И. А. Ицкович, Ю. К. Демьянович, Б. А. Пламеневский,  С. И. Мельник и др.
С. Г. Михлин опубликовал более 270 научных работ, многие из которых переиздавались и переводились в разных странах мира. Его труды пользуются спросом по сегодняшний день. Последнее, сравнительно недавнее, переиздание монографии «Курс математической физики» — 2002 год.
1968 год — присвоена степень доктора «гонорис кауза» Высшей технической школы (Технического университета) города Карл-Маркс-Штадта (Германия).
1970 год — член Германской академии естествоиспытателей (Леопольдина).
1981 год — иностранный член Национальной академии деи Линчеи.
1988 год — почётный член Интернационального общества взаимодействия математики и механики.
1988 год — почётный член Санкт-Петербургского математического общества.